# アコ (象)
アコ（1965年頃 - 2022年3月12日）は、東京都日野市の多摩動物公園で飼育されていたメスのアフリカゾウである。このアフリカゾウは、現在国内で飼育されているアフリカゾウの最長寿記録保持者として知られている。

## 半生
1967年7月21日、2頭のメスのアフリカゾウが多摩動物公園に来園した。この2頭は多摩動物公園で初めてのアフリカゾウで、後に公募で「アコ」「マコ」と名付けられた。アコとマコは体型や性格も違い、アコがやせ形で神経質な性格なのに対し、マコは丸々とした体型で社交的な性格だった。この2頭はとても仲が良く、姉妹同士のように過ごしていたという。
1971年8月9日、3歳のオスのアフリカゾウが多摩動物公園に来園し。このゾウは「タマオ」と命名された。タマオはアコ、マコを追いかけたり、マコに押されてモート（外堀）に転落したりとアコ・マコにはないやんちゃぶりを存分に発揮した。だが相性が悪かったのか、この2頭とタマオの間に子供はできなかった。
園は1996年2月に姫路セントラルパークからメスのアフリカゾウ「アイ」を、1999年6月に富士サファリパークからメスのアフリカゾウ「チーキ」を繁殖目的で迎え入れた。アフリカゾウは生まれた群れで一生を過ごす生態のために基本的によそ者は群れに入れないことから、2頭は新たに来園した2頭に戸惑った。社交的な性格のマコがすぐに慣れたのに対し、アコはなかなか馴染めなかった。アイはマコの格好の遊び相手となり、その後タマオとアイは1998年に「パオ」、2002年に「マオ」という2頭の子を儲けた。
アコとマコは園が毎年開催している「長寿動物表彰式」の常連であり、40歳を過ぎても健康だった。タマオの存命時はタマオへの遠慮が先立ってあまりメスたちにバラつきがなかったが、2006年にタマオが急逝すると残った4頭のメスの心が不安定になった。特にアコとアイの関係がとても険悪になり、それからアコは放飼場と寝室の出入りを拒むようになったが、それでもマコに誘導されて外に出ることはあった。
2009年3月、アイが群馬サファリパークのアフリカゾウタンゴのお嫁さん候補として移動してからは、アコは少しずつ落ち着いてきた。2011年の夏頃、アコとマコを一緒の放飼場に出す準備を始めた。だがマコの歩き方がおぼつかなくなり、同年7月20日マコは室内静養に入ったが、9日後にマコは呼吸不全で死亡した。
長年コンビを組んでいたマコが逝去し、チーキとアコのみが残った。タマオが死んでからアコとチーキの仲は険悪になり、元々友好的ではなかったこともあったため、2頭を同じ放飼場に出せなくなった。アコ自身も出舎を拒み、長い間通路で飼育することになった。
2012年4月30日、アコは3年8ヶ月ぶりに放飼場に出た。まだ完全に慣れてはいないが、少しずつ落ち着きを取り戻している。同年11月27日、愛媛県立とべ動物園から3歳のオスのアフリカゾウ「砥夢」が来園した。
余談だが普通アフリカゾウの牙はあまり下に湾曲せず前方に伸びるが、アコの牙は下に伸び、また横に曲がっている珍しいものである。
2022年3月12日、職員出勤時に立てない状態になっているのが発見され、治療が行われたが、同日13時に死亡した。
享年57歳。当時日本の動物園で飼育されているアフリカゾウでは最高齢だった。